# Gornja Ržana
Gornja Ržana (Servisch cyrillisch Горња Ржана) is een plaats in de Servische gemeente Bosilegrad. De plaats telt 95 inwoners (2002).